# Aziatisch-Oceanisch kampioenschap korfbal 1992
Het Aziatisch-Oceanisch kampioenschap korfbal 1992 was de tweede editie van dit internationale toernooi.
Het deelnemersveld van deze editie bestond uit 3 landenteams en het toernooi werd gespeeld in India.
Voor dit toernooi deden de nummers 1 en 2 van de 1990 editie mee, naast het gastland.

## Deelnemers
- India (gastland)
- Chinees Taipei (titelverdediger)
- Australië

## Toernooi

### Poule Fase
|                 |           |         |                |                                   |
| 23 januari 1992 | Australië | 11 - 18 | Chinees Taipei | Scheidsrechter: Wim Dirksen (NED) |
| 23 januari 1992 |           |         |                | Scheidsrechter: Wim Dirksen (NED) |

|                 |       |        |           |                             |
| 23 januari 1992 | India | 9 - 18 | Australië | Scheidsrechter: Li-Jen Chen |
| 23 januari 1992 |       |        |           | Scheidsrechter: Li-Jen Chen |

|                 |       |         |                |                                   |
| 24 januari 1992 | India | 15 - 23 | Chinees Taipei | Scheidsrechter: Wim Dirksen (NED) |
| 24 januari 1992 |       |         |                | Scheidsrechter: Wim Dirksen (NED) |

|                 |           |         |                |                                   |
| 24 januari 1992 | Australië | 15 - 14 | Chinees Taipei | Scheidsrechter: Wim Dirksen (NED) |
| 24 januari 1992 |           |         |                | Scheidsrechter: Wim Dirksen (NED) |

### Wedstrijden voor bepaling eindstand
|                 |       |         |           |                             |
| 25 januari 1992 | India | 11 - 16 | Australië | Scheidsrechter: Li-Jen Chen |
| 25 januari 1992 |       |         |           | Scheidsrechter: Li-Jen Chen |

|                 |       |         |                |                                   |
| 25 januari 1992 | India | 13 - 27 | Chinees Taipei | Scheidsrechter: Wim Dirksen (NED) |
| 25 januari 1992 |       |         |                | Scheidsrechter: Wim Dirksen (NED) |

## Eindstand van het toernooi
| Plaats op ranglijst | Team           |
| ------------------- | -------------- |
| Goud                | Chinees Taipei |
| Zilver              | Australië      |
| Brons               | India          |

| Kampioen van 1992 |
| ----------------- |
| Chinees Taipei    |

1990 · 
1992 · 
1994 · 
1998 · 
2002 · 
2004 · 
2006 · 
2010 · 
2014 · 
2018 · 
2022 ·